# Proteïna inflamatòria dels macròfags
Les proteïnes inflamatòries dels macròfags (MIP, en anglès per Macrophage Inflammatory Proteins) pertanyen a la família de les citocines quimiotàtiques conegudes com a quimiocines. En els éssers humans, hi ha dues formes principals, MIP-1α i MIP-1β que es diuen oficialment (segons la nova nomenclatura) oficialment CCL3 i CCL4, respectivament. Però de vegades podem trobar altres noms, especialment en la literatura antiga, com LD78α, AT 464.1 i GOS19-1 per a CCL3 humana i AT 744, Act-2, LAG-1, HC21 i G-26 per a CCL4 humana. Però hi ha altres proteïnes inflamatòries dels macròfags a part del MIP-1; com la MIP-2, MIP-3 i MIP-5.